# Аникович, Всеволод Иванович
Все́волод Ива́нович Анико́вич (20 июня 1925, Могилёв — 22 февраля 2016, Россия) — советский и российский военный и культурный деятель. Генерал-майор (1976), заслуженный деятель культуры Белорусской ССР (1968), заслуженный работник культуры РСФСР (1979), заслуженный деятель культуры Польской Народной Республики (1987). 
В 1987—2001 годах был директором музея-заповедника «Царицыно», внёс крупный вклад в его становление и сохранение архитектурного наследия.

## Биография
Всеволод Аникович родился 20 июня 1925 года в Могилёве. В 1943 году окончил Московский железнодорожный техникум. С января 1943 года по декабрь 1944 был курсантом 2-го Ленинградского артиллерийского училища. С 13 января 1945 года в действующей армии в составе 1-го Прибалтийского фронта. Был командиром взвода управления и взвода артиллерийской разведки. В ходе боёв был ранен.
После войны учился в Рижском военно-политическом училище, которое окончил в 1949 году. В 1951—1953 годах служил в группе советских оккупационных войск в Германии. В 1955 году окончил Высшую офицерскую школу пропагандистов Советской армии, а в 1968 — заочное отделение исторического факультета Белорусского государственного университета. В 1950-х — 1980-х годах Всеволод Аникович занимал руководящие должности в структурах Главного политического управления Советской армии и Военно-морского флота, где отвечал за культурно-просветительскую и агитационно-воспитательную работу. Был участником ликвидации последствий аварии на Чернобыльской АЭС в 1986 году. 
В 1987 году Всеволод Аникович уволился в запас и возглавил Государственный музей декоративно-прикладного искусства народов СССР (ныне — музей-заповедник «Царицыно»). В годы его руководства музеем несмотря на финансовые и организационные трудности 1990-х годов были достигнуты значительные результаты. К 1997 году были проложены инженерные коммуникации, проведена научная реставрация части сооружений царицынского ансамбля, выполнено временное благоустройство захламлённой и перекопанной дворцовой части территории. Часть построек была открыта для посетителей, в большинстве из них впервые начали функционировать выставки и экспозиции.

## Награды
- Орден «За заслуги перед Отечеством» IV степени (24 июня 2000 года) — за заслуги перед государством и многолетнюю плодотворную культурно-просветительскую деятельность[2]
- Орден Дружбы (17 марта 1997 года) — за заслуги перед государством и большой вклад в развитие отечественного музейного дела[3]
- Орден Отечественной войны I степени (1985)
- Два ордена Красной Звезды (1945 и 1968)
- Орден «За службу Родине в Вооружённых Силах СССР» III степени (1975)
- Орден «Знак Почёта» (1987)
- Заслуженный работник культуры РСФСР (1979)
- Заслуженный деятель культуры Белорусской ССР (1968)
- заслуженный деятель культуры Польской Народной Республики (1987)